# Morgoth
(J. R. R. Tolkien, Racconti incompiuti, Narn i Hîn Húrin)
Morgoth (AFI: [ˈmɔrɡɔθ]; letteralmente "Nemico Oscuro") è un personaggio del legendarium tolkieniano, il primo ad Arda e nella Terra di Mezzo a portare il titolo di "Signore Oscuro" e il principale antagonista del Silmarillion e delle opere di J. R. R. Tolkien ambientate prima della Seconda Era.
Originariamente chiamato Melkor, è, insieme a Manwë, il più potente dei Valar all'epoca della creazione di Eä e di Arda, e il primo a sfidare il dio creatore Eru durante la Musica degli Ainur. È una sorta di creatura angelica decaduta e colui che indusse al male altri Ainur di rango inferiore (i Maiar), come Sauron e i Balrog.
L'Ainu, al momento della Creazione, era chiamato Melkor, che in quenya significa "colui che si leva in possanza" e deriva dalle radici *(m)belek-, "possanza", e *ōre, "ergersi". Nel corpus tolkeniano tal nome è presente anche nelle forme arcaiche Melko e Melkórë. Il corrispettivo in sindarin di Melkor è Belgûr ma non venne mai adoperato tranne che nel suo derivato Belegurth, ossia "grande morte”. L’adattamento in eldarin primitivo è Mbelekōre. 
Il nome Morgoth, datogli da Fëanor, in sindarin significa "oscuro nemico".Tale nome venne adoperato dagli Elfi sostituendolo a Melkor. Tolkien sembra abbia provato diversi adattamenti di Morgoth in quenya, tra cui Moringotto, Moriñgotho e Morikotto senza però sceglierne uno definitivo.
Assunse in seguito anche l'epiteto Bauglir (AFI: [ˈbaʊ̯ɡlɪr]; lett. "il Costrittore").  Altri titoli gli vennero dati come "il Nemico", "l'Avversario", "l'Oscuro Signore", "il Grande Nemico", "l'Oscura Potenza del Nord" ed "il Signore dell'Ombra", ecc. Il suo più antico nome tra questi era "il Nero Cacciatore" da una leggenda attribuitagli quando catturò degli Elfi per creare la razza degli Orchi e tentò di umiliare Oromë.
Gli Uomini lo chiamavano "l'Oscuro Re di Angband" o "l'Oscuro Re". Il nome datogli dai Nani è sconosciuto e gli Hobbit, presenti solo nella Terza Era, non sembra che sapessero della sua esistenza.

## Mitologia

### Ainulindalë
Melkor fu creato dall'Unico, Eru Ilùvatar, assieme agli altri Ainur (gli spiriti creati da Eru stesso e infusi della Fiamma Imperitura) prima della nascita di Eä. Nella mente di Ilùvatar, egli è stato concepito come il più potente tra gli Ainur. Per lungo tempo Melkor, desideroso di dar vita alla propria immaginazione, cercò nel Vuoto la Fiamma imperitura, isolandosi così dagli altri Ainur ed iniziando a sviluppare pensieri propri ed alternativi a quelli di Ilúvatar. Durante la Musica degli Ainur, da cui nacque Eä, Melkor intonò una melodia propria e creò una dissonanza, risolta solo dall'intervento diretto del dio creatore. L'opera di Melkor introdusse degli eccessi da cui derivò il Male. L'Ainu, inoltre, iniziò a provare invidia verso l'opera divina e crebbe in lui il desiderio di assoggettarla a sé.

### L'arrivo in Eä e la Prima guerra delle potenze
Melkor fu tra gli Ainur che vollero entrare in Eä e perciò divenne una delle Potenze del Mondo. Mentre gli altri Valar si dedicavano alla creazione di ciò che era stato stabilito nell'Ainulindalë, Melkor cercava di piegare ogni cosa al proprio volere e si proclamò unico signore di Arda. Per tal motivo scatenò la prima guerra delle Potenze, durante la quale mutò per sempre il creato corrompendo la perfezione originale. Grazie all'arrivo di Tulkas Melkor fuggì da Arda e dimorò per lungo tempo nelle tenebre esterne.
Melkor comunque aspettava e, quando i Valar (incluso Tulkas) finalmente si riposarono ad Almaren, egli tornò ad Arda e con i suoi seguaci attaccò e distrusse le Due Lampade, Illuin e Ormal, causando così la fine dell'era della perfezione ad Arda.

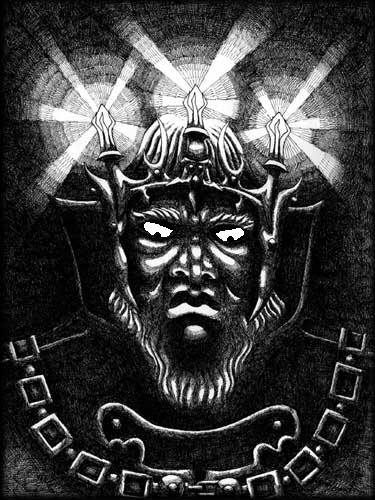
Morgoth indossa i silmaril sulla corona in un disegno.

I Valar si ritirarono dunque a ovest, a Valinor in Aman, e Melkor stabilì il proprio dominio sulla Terra di Mezzo, il continente orientale di Arda, dove eresse la sua prima fortezza, Utumno, al nord. In questo periodo iniziò a spargere i propri semi di corruzione e avvelenamento, riuscendo così a guastare quasi tutte le cose con la propria essenza, corrompendo Arda. Questo lo rese però meno potente: i suoi poteri venivano consegnati all'universo in modo da poterlo corrompere, diminuendo così in lui. Il primo regno di Melkor finì dopo il risveglio degli Elfi nell'est della Terra di Mezzo, quando i Valar decisero di sottrarli alle sofferenze a cui sarebbero andati incontro se fossero rimasti lì. Mossero una grande guerra contro di lui, imprigionandolo e costringendolo a servire nelle Aule di Mandos per un periodo di tre ere, legato alla catena Angainor, l'oggetto più resistente mai creato. Durante questa guerra gran parte del nord della Terra di Mezzo venne distrutta. All'insaputa dei Valar, però, Melkor aveva catturato degli Elfi e, per mezzo di torture e malvagi artifici, aveva generato l'orrenda razza degli Orchi — un processo che continuò anche durante la sua cattura grazie a Sauron, suo principale servitore.

### Il furto dei Silmarilli e le guerre del Beleriand

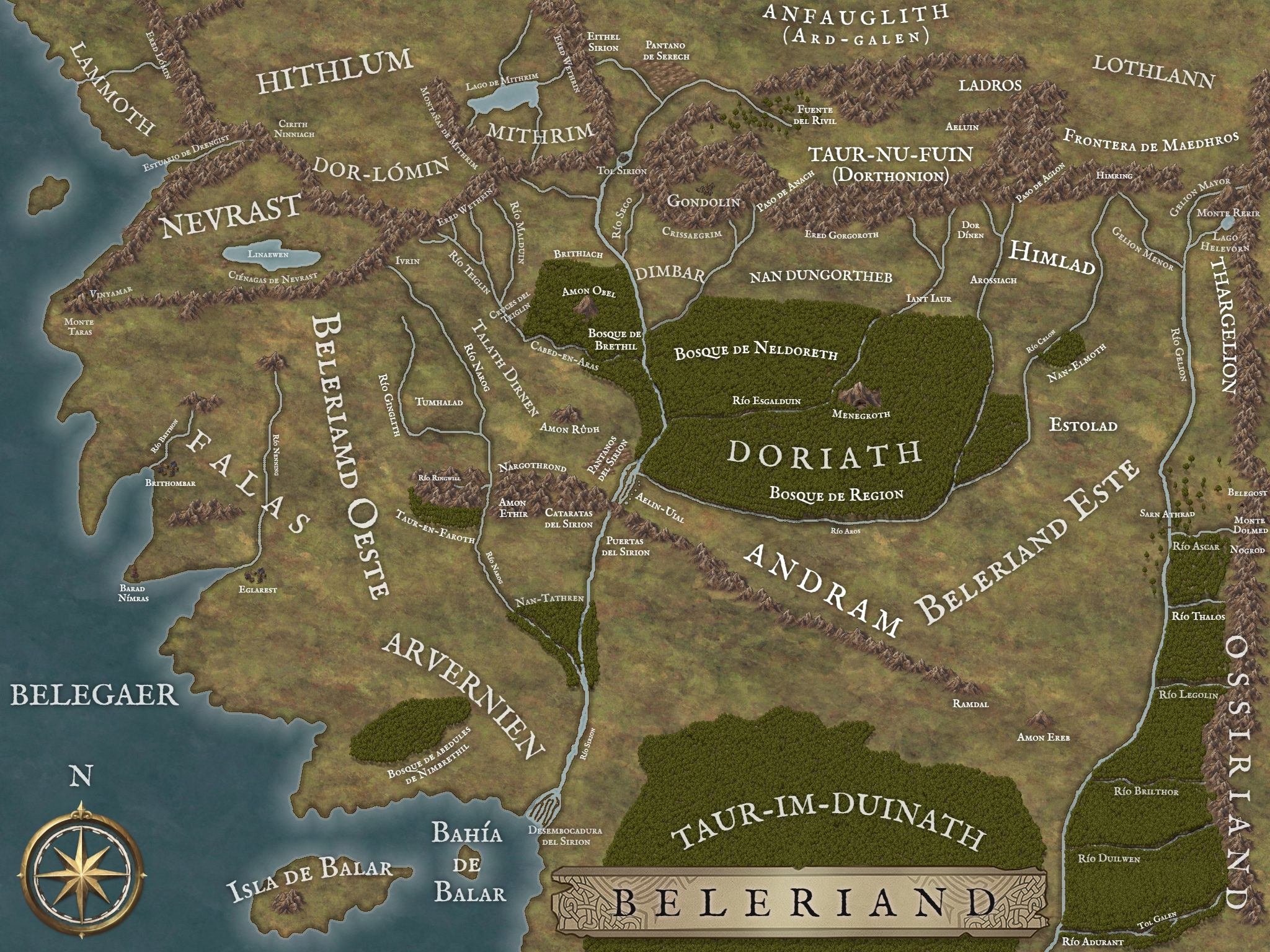
Mappa del Beleriand

Una volta scontata la pena e tornato libero, Melkor riuscì corrompere il popolo elfico dei Noldor ed a rubare i Silmarilli, creati dall'elfo Fëanor. Con l'aiuto del ragno gigante Ungoliant, Morgoth distrusse anche i Due Alberi, gettando Valinor nell'ombra, e fuggì da Aman. Fu proprio Fëanor che, saputo che Melkor gli aveva ucciso il padre Finwë e rubato i Silmarilli, alzò la mano destra al cospetto di Manwë e maledisse Melkor, chiamandolo Morgoth. 
Ritornato nella Terra di Mezzo, Morgoth riprese il potere nel Beleriand settentrionale, stabilendosi nella fortezza di Angband, che non era stata distrutta dai Valar come Utumno. Da lì combatté una lunga serie di guerre contro gli Elfi e gli Edain.
Dopo la costruzione delle sue armate (principalmente costituite dai suoi Orchi, che ora superavano di numero i Noldor e i Sindar), presto sconfisse i suoi nemici, e rimasero solo pochi avamposti contro la sua minaccia (come le roccaforti dei Nani sui Ered Lindon e i rifugi degli Elfi presso le bocche del Sirion e l'isola di Balar). Il suo predominio era stavolta completo. Per tutta la Prima Era infuriarono le battaglie, dette le cinque battaglie del Beleriand, e molte roccaforti degli Elfi caddero; Morgoth diede vita ai Draghi e riuscì a corrompere alcuni Uomini, sebbene altri, quelli giunti per primi nel Beleriand, rimanessero fedeli agli Elfi (furono per questo chiamati Edain).

### La guerra d'ira e la caduta
Ma non tutto era perduto. Eärendil, discendente da Elfi, Maiar e Uomini, per amore delle due stirpi (Elfi e Uomini) navigò fino ad Aman e supplicò i Valar di salvare i figli di Ilúvatar distruggendo le armate di Morgoth. Molti dei Maiar e dei Calaquendi (gli Elfi così antichi da aver visto la luce dei Due Alberi) mossero verso Est con le navi dei Teleri (un popolo degli Elfi lontanamente imparentato coi Sindar), guidati da Eönwë, araldo di Manwë. Eärendil navigò oltre le Porte della Notte e giunse nei Mari del Cielo, portando in fronte il Silmaril sottratto a Morgoth da Beren, che, sempre visibile durante la notte della Terra di Mezzo, divenne così la Stella del Vespro.
Durante la seguente guerra d'Ira, Morgoth dispiegò tutte le sue forze, ma non poté resistere alla furia dell'esercito dell'Ovest. Liberò anche i draghi alati, ma Eärendil subito discese dal cielo con la sua nave Vingilot e uccise Ancalagon il Nero, il più potente di tutti i draghi, facendolo precipitare sulle torri di Thangorodrim. A causa della violenza delle battaglie, il Beleriand e gran parte del nord della Terra di Mezzo furono distrutti e sommersi e la geografia del mondo ne uscì profondamente cambiata, ma alla fine Morgoth rimase indifeso e si rifugiò nelle prigioni più remote di Angband. Allora la sua fortezza venne distrutta e molti esseri malefici (come i Balrog ancora rimasti) si rifugiarono nelle profondità di Arda. Morgoth fu ancora una volta legato ad Angainor e il suo destino finale fu deciso da tutti i Valar in consiglio: gli vennero tagliate le gambe e, oltre che con Angainor, fu incatenato con quella che un tempo era stata la sua Corona Ferrea, trasformata in un collare. Infine fu gettato fuori dei confini del Mondo, nel Vuoto dove era stato creato, così da non poterne più uscire. Il suo Male rimase però presente in Arda ormai corrotta, e ci sarebbe rimasto fino alla fine di Arda stessa.
Il Vala Mandos nel Silmarillion pronuncia due profezie, la seconda delle quali afferma che ci sarà un'ultima battaglia, la Dagor Dagorath, in cui Morgoth tornerà e tutte le armate, del Bene e del Male, torneranno in vita per combattere, fino alla sconfitta di Morgoth sui campi di Valinor da parte di Túrin Turambar, che più di tutti soffrì le sue ingiustizie.

## Caratteristiche
Morgoth inizialmente poteva assumere qualsiasi forma, rendersi invisibile, volare sotto forma di vento, e all'inizio aveva un bell'aspetto, come i suoi compagni Valar. In ogni caso, dopo che riuscì ad allontanare i Noldor da Valinor e a sottrarre i Silmaril, discese nelle profondità di Angband, e la sua forma divenne l'aspetto dell'Oscuro Signore, descritto come un gigante in armatura nera terribile a vedersi. Durante questo tempo perse l'abilità di cambiare forma, e in effetti rimase confinato in questo terribile aspetto. Le sue mani erano state ustionate dal fuoco dei Silmaril, che bruciavano ciò che era corrotto, e non guarirono mai. La prima volta che uscì allo scoperto per combattere col Re Supremo Fingolfin fu ferito al piede e da allora dovette camminare zoppicando per sempre.
I poteri di Melkor erano inizialmente immensi, maggiori (seppur di poco) di quelli di suo fratello minore Manwë. Condivideva una parte del potere di tutti i Valar, ma diversamente da loro la usò esclusivamente per il suo tornaconto personale. Tuttavia, come Morgoth, disperse i propri poteri sul mondo, impregnandone la terra stessa di Arda e perdendone così la maggior parte (come accadde anche al suo servo Sauron quando creò l'Unico Anello). Quando, alla fine della Prima Era, Morgoth fu trascinato fuori da Angband in catene, non poté resistere all'esercito di Valinor.
Morgoth era molto esigente ed egoista e covava il desiderio di distruggere tutto ciò che non poteva sottomettere al proprio servizio, come il mare di Ulmo, e tutto quello che considerava una minaccia al proprio dominio. La pietà era al di là della sua comprensione, come il coraggio, dato che egli, unico tra i Valar, conobbe la paura.
A differenza del successivo Oscuro Signore Sauron, il desiderio di Morgoth non era di dominare le genti e le terre e di sottometterle al proprio potere, ma di possedere tutto il mondo e, più avanti, di distruggerlo, perché non poteva controllarlo tutto; vedeva i figli di Ilúvatar (Uomini ed Elfi) come una diretta minaccia, poiché erano indipendenti e non poteva dominarli tutti facilmente. Questa sua strategia contribuì al suo fallimento e alla dispersione del suo potere nella Terra stessa, divenuta “L’Anello di Morgoth”. Al contrario, Sauron non voleva distruggere: il suo vero scopo era conquistare il mondo intero e governarlo col pugno di ferro come un Dio Re (per questo si proclamò “Re del Mondo” e pretese che gli fosse tributato onore divino). Sauron arriverà addirittura a spingere le armate di Númenor ad attaccare Valinor, sapendo che in caso di vittoria questo gli avrebbe garantito il dominio del mondo, mentre in caso di insuccesso i suoi avversari sarebbero stati distrutti.

## Alleanze e inimicizie

Arda scritto in lettere tengwar.

I più terribili abitanti di Arda erano i capi dei servi di Morgoth: Sauron, più tardi Oscuro Signore di Mordor, il suo luogotenente capo Gothmog, signore dei Balrog e supremo comandante di Angband, Glaurung, il padre dei draghi e Ancalagon il Nero, il più grande dei draghi alati.
A un certo punto, durante la formazione di Arda, Morgoth strinse alleanza con Ungoliant, uno spirito maligno dalla forma di un enorme ragno femmina. Fu lei a causare la morte dei Due Alberi quando Valinor venne oscurata.
Quando vennero i primi della razza degli Uomini, si dice che Morgoth si allontanò temporaneamente dalla fortezza di Angband e abitò tra loro: antiche leggende dicono che gli Atanatári ("padri degli uomini") provarono a dimenticare le parole di un Oscuro Signore, che li guidò verso l'odio per Ilúvatar e l'adorazione di Morgoth. Gli Atanatári furono quegli uomini che non lo seguirono e fuggirono, ma Morgoth ebbe più avanti molte legioni di Uomini caduti al suo servizio.
Egli trattò sempre con crudeltà anche i suoi stessi servitori: quando i Noldor vennero sconfitti, confinò tutti gli Uomini al suo servizio nelle terre dello Hithlum, vietando loro di muoversi da lì. Sembra che, una volta vittorioso, egli li avesse distrutti.

## Il ruolo di Morgoth
Morgoth ebbe una grande importanza nella creazione di Arda: fin dall'inizio combatté contro i suoi compagni Valar, (anche se tutti i suoi schemi fallirono); liberò un terribile freddo sulle acque di Ulmo creando ghiaccio e neve; i suoi potenti fuochi non prosciugarono i mari, ma crearono le nubi. Fu comunque parzialmente vittorioso: distrusse le Due Lampade e ruppe l'originale perfetta simmetria di Arda.
Morgoth creò anche la razza degli Orchi mutando malvagiamente gli Elfi, allevò i Draghi e diede vita ai Troll, come brutta copia degli Ent; il suo male poteva solamente rovinare e distruggere, mai creare: i suoi servi erano anch'essi ombre corrotte delle nobili creazioni degli altri Valar. Egli corruppe molti dei Maiar, tra i quali gli spiriti di fuoco che vennero conosciuti come Valaraukar o Balrog.
Forse la sua opera più nefasta fu lo scatenare la ribellione dei Noldor contro Valinor, insieme alla distruzione dei Due Alberi e al ratto dei Silmaril. Questo portò al disastroso Giuramento di Fëanor, che annientò gran parte della stirpe dei Noldor.
Le leggende tra gli Uomini lo accusano anche della loro caduta, di aver strappato loro l'immortalità, anche se questo non è in realtà vero, visto che la morte è il dono di Eru agli Uomini, come sanno gli Elfi. Ma certamente Morgoth creò la paura dell'ombra e della morte tra di essi, facendo loro credere che la mortalità fosse un fardello pesante da sopportare e a cui rassegnarsi per la malvagità dei Valar (tra l'altro una simile menzogna fu diffusa tra i Numenoreani da Sauron ai tempi della Seconda Era).
Siccome Morgoth disperse la sua malvagità in Arda stessa, si è detto che tutte le terre, al di fuori del Reame Beato, abbiano della malvagità in esse, a causa della presenza del Male Supremo.
Probabilmente la più diretta di tutte le realizzazioni di Morgoth fu la corruzione di Sauron, in origine un Maiar di Aulë. Sauron diventò col tempo il più grande servitore del Male, e dopo la caduta del suo padrone divenne a sua volta Oscuro Signore, completando le malvagità nei confronti di Uomini ed Elfi che Morgoth aveva iniziato.

## Versioni precedenti del personaggio
Le versioni precedenti del suo nome, nei lavori precedenti di Tolkien, comprendono Melko, Belcha, Melegor, Meleko e altri, come si legge nei Racconti ritrovati e nei Racconti perduti (primi volumi di The History of Middle-earth).